# Kerion (groupe)
 (septembre 2024).
Si vous disposez d'ouvrages ou d'articles de référence ou si vous connaissez des sites web de qualité traitant du thème abordé ici, merci de compléter l'article en donnant les références utiles à sa vérifiabilité et en les liant à la section « Notes et références ».
Pour les articles homonymes, voir Kérion (homonymie).
Kerion est un groupe de metal symphonique français, originaire de Nice, en Côte-d'Azur.

## Biographie

### Débuts (1997–2011)
Le groupe est initialement formé en 1997 à Nice, en Côte-d'Azur, sous le nom de Kirlian. Il s'inscrit dans un genre de metal progressif instrumental. Trois ans après, en 2000, le groupe se découvre un penchant pour le style speed metal, et décide ainsi de rallier les deux styles. Ils font appel à une chanteuse, et changent de nom pour Kerion en 2002. Un an après la formation, le groupe sort sa première démo intitulée Conspiracy of Darkness Staraxis en 2003,. Cette dernière détermine le style du groupe, le metal symphonique. Leurs principales influences sont Fairyland et Rhapsody of Fire.
En 2005, ils sortent une nouvelle démo, The Last Sunset, dont Phil Giordana, de Fairyland, fait une apparition en invité. Trois ans plus tard, en 2008, Kerion signe avec le label indépendant Thundering Records, et sort son premier album intitulé Holy Creatures Quest. Sur cet opus, dans la lignée de la seconde démo, le groupe affirme son style et sa maturité. D'autant plus qu'ils s'offrent les services de JP. Fournier pour la pochette (Avantasia, Edguy, Impaled Nazarene), et Wildric Lievin pour le mixage (Hamka...). En 2009, Kerion rejoint le nouveau label canadien Metalodic Records, qui signe leur deuxième album, The Origins.

### CloudRiders(depuis 2012)
L'année 2012 marque un changement dans l'univers et l'histoire conté dans les musiques de Kerion avec un nouveau concept, et un nouvel album, intitulé CloudRiders Part 1 : Road to Skycity. Pour cet album, la pochette est réalisée par Genzo (World of Warcraft), et de nombreux invités font leur apparition : Raphael Dantas (Caravellus), Adrien Eyraud (Silent Fall), Phil Giordana (Fairyland), et Rachel Aspe (Eths). Une chorale de 40 personnes participe également aux chœurs majestueux sur ce troisième album, toujours signé chez Metalodic Records.
Le 26 août 2015, le groupe annonce de plus amples détails sur un nouvel album intitulé CloudRiders, Part 2: Technowars. Il est annoncé pour le 30 octobre 2015 en Europe et en Amérique du Nord au label Beyond the Storm Productions. Ils publient entretemps, ce même mois, le clip de la chanson Heart of Steel avec Rachel Aspe et Anaé d'Adrana en invitées.
Le 29 mars 2022, le groupe annonce, via leur page Facebook, la sortie de leur prochain album, intitulé CloudRider: Age Of Cyborgs, ainsi que le détail de la tracklist, pour le 3 juin 2022, au label Beyond the Storm Productions. Un premier single, Final Race est disponible depuis le 8 avril. Une nouvelle fois, la pochette de l'album est réalisée par Genzoman et de nombreux invités sont présents :  Elisa C. Martin (Dark Moor, Fairyland), Raphael Dantas (Ego Absence), Vitor Veiga (Aquaria) et Phil Giordana (Fairyland) pour les chœurs. L'album a été mixé par Damien Rainaud (Dragonforce, Fairyland, Fear Factory).

## Thèmes
Les deux premières démos et le premier album forment une trilogie racontant l'histoire de Staraxis, un conte écrit par Chris Barberi. Le deuxième album est une remise au goût du jour (nouveaux arrangements, réécriture des paroles, et enregistrement en studio) des deux premières démos, qui raconte donc le début de Staraxis, d'où son titre The Origins.

## Membres

### Membres actuels
- Jean-Baptiste « JB » Pol - batterie
- Sylvain Cohen - guitare rythmique
- Rémi Carrairou - guitare (depuis 2002)
- Flora Spinelli - chant (depuis 2002)
- Willdric Lievin - basse (depuis 2016)

### Anciens membres
- Bastien Clémenti - basse
- Stéphane Papasergio - basse (?-2014)
- Samuel Montais - batterie
- Élise Granier - chant
- Antony Schutz - basse (2014-2016)

### Membres invités
- Phil Giordana (Fairyland)
- Lord Barresi - grunt (sur Face the Beast de l'album The Origins)
- Karine Alléon - chant lyrique (sur The Origins)
- Rachel Aspe (Eths) - grunt (sur la chanson Fireblast de Cloudriders Part 1 : Road to Skycity)
- Adrien Eyraud (Silent Fall) sur la chanson Never More de Cloudriders Part 1 : Road to Skycity)
- Willdric Lievin (Fairyland, Hamka) - chant (sur The Origins), basse (sur Holy Creature Quest)
- Raphael Dantas (Caravellus)  - chant (sur la chanson Bounty Hunter de CloudRiders Part I : Road to Skycity)

## Discographie

### Albums studio
- 2008 : Holy Creatures Quest

1. The Last Quest I
2. The Last Quest II
3. Queen of the Gorgons I
4. Queen of the Gorgons II
5. Warrior's Call
6. Innocent Unicorns
7. The Alchemist
8. March of the Legion
9. Golem's Battle
10. Breath of Heaven
11. Minotaurus Furor
12. Final Strike I
13. Final Strike II
14. The Last Quest (version acoustique)
- 2010 : The Origins

1. Prelude
2. Time of Fantasy
3. Black Fate
4. We Will Go
5. The Abyss
6. Angels of the Last Hope
7. Dark Isle
8. Face the Beast
9. Ghosts of Memories
10. Resurrection
11. Requiem of the Black Rose
12. Time of Fantasy (version acoustique)
- 2012 : CloudRiders Part I : Road to Skycity

01. Rider's Theme
02. The Map
03. Everlasting Flight
04. Bounty Hunter
05. The Sky is My Ocean
06. Fireblast
07. Triball Vibes
08. Never More
09. Celticia's Song
10. Ghost Society
11. The Fall of The SkyCity Part I
12. The Fall of The SkyCity Part II
13. Rider's Theme
14.  A New Day
- 2015 : CloudRiders Part II : Technowars

01. Riders Theme (Intro)
02. The Legacy
03. Take Me On!
04. Rise Of The Rebellion
05. Iron Soldier
06. Heart Of Steel (Metal Heart)
07. Spirit Of The Wood
08. In Silence
09. The Brotherhood
10. Riding Clouds
11. Children Of Sky And Sea
12. Technowars
13. Riders Theme (Outro)
- 2022 : Cloudriders : Age of Cyborgs

01. Riders Theme (Age of Cyborgs)
02. Nova Prime
03. The Mission
04. Red Squad
05. One Way Love
06. The Desert
07. Nowhereland
08. Final Race
09. Virtual Rhapsody
10. Alert
11. Cyborg Hunt
12. Before the Storm
13. Global Annihilation
14. Electric Requiem

### Démos
- 2003 : Conspiracy of Darkness

1. Intro
2. The Traveller
3. Trapped in the Night
4. Black Abyss of Hell
5. Angels of the Last Hope
6. Dwarf's Quest
7. Ships of Darkness
8. Warrior's Tears
9. Staraxis
10. Necromancer Resurrection
- 2005 : The Last Sunset

1. Time of Fantasy Part I
2. Time of Fantasy Part II
3. Centaurs
4. The Gathering
5. Buffoons of Sephiria
6. Dragonfly
7. Ghosts of Memories
8. Rise of the Dwarves
9. Dark Isle Part I
10. Dark Isle Part II
11. Victory of Darkness
12. Bonustrack : Time of Fantasy (acoustic version)

### Best of
- 2023 : Tales Of The Past

1. Intro Technowars
2. Last quest
3. Time of fantasy
4. Riders of innocence
5. Warrior's call
6. Dark isle
7. Breath of heaven
8. The legacy
9. Everlasting Flight
10. Riding clouds
11. Fireblast
12. Final Race
13. Ghost Society
14. Red Squad
15. Track Final Race (Acoustic Version)
16. Track Valley Of Doom